# 武文泰
武文泰（1919年1月26日—1994年4月19日），越南工程師和經濟學家，曾任越南共和國駐美國大使。

## 生平

### 早年經歷
武文泰於1919年1月26日出生於越南北方的河內。:661
在越南接受中等教育後，武文泰前往法國留學，1939年至1944年間就讀於巴黎工藝製造學院，獲得理學文憑。1944年至1946年間，獲得獎學金進入國家科學研究中心。1946年至1949年，武文泰在國家科學研究中心裏擔任實驗室主任。1954年畢業於索邦大學，獲得理學碩士文憑。
儘管武文泰的父親，一位著名的越南紡織品製造商，在1947年遭到了越盟的殺害，武文泰作爲一名越盟同情者，曾在40年代末50年代初支持越盟對法國殖民者的反抗。在這一時期武在關於越南獨立的談判中充當了胡志明的參謀。當談判的努力失敗後，越盟與法國人的戰鬥爆發了，武文泰在確認了越盟的共產主義性質後離開了越盟。

### 政治生涯

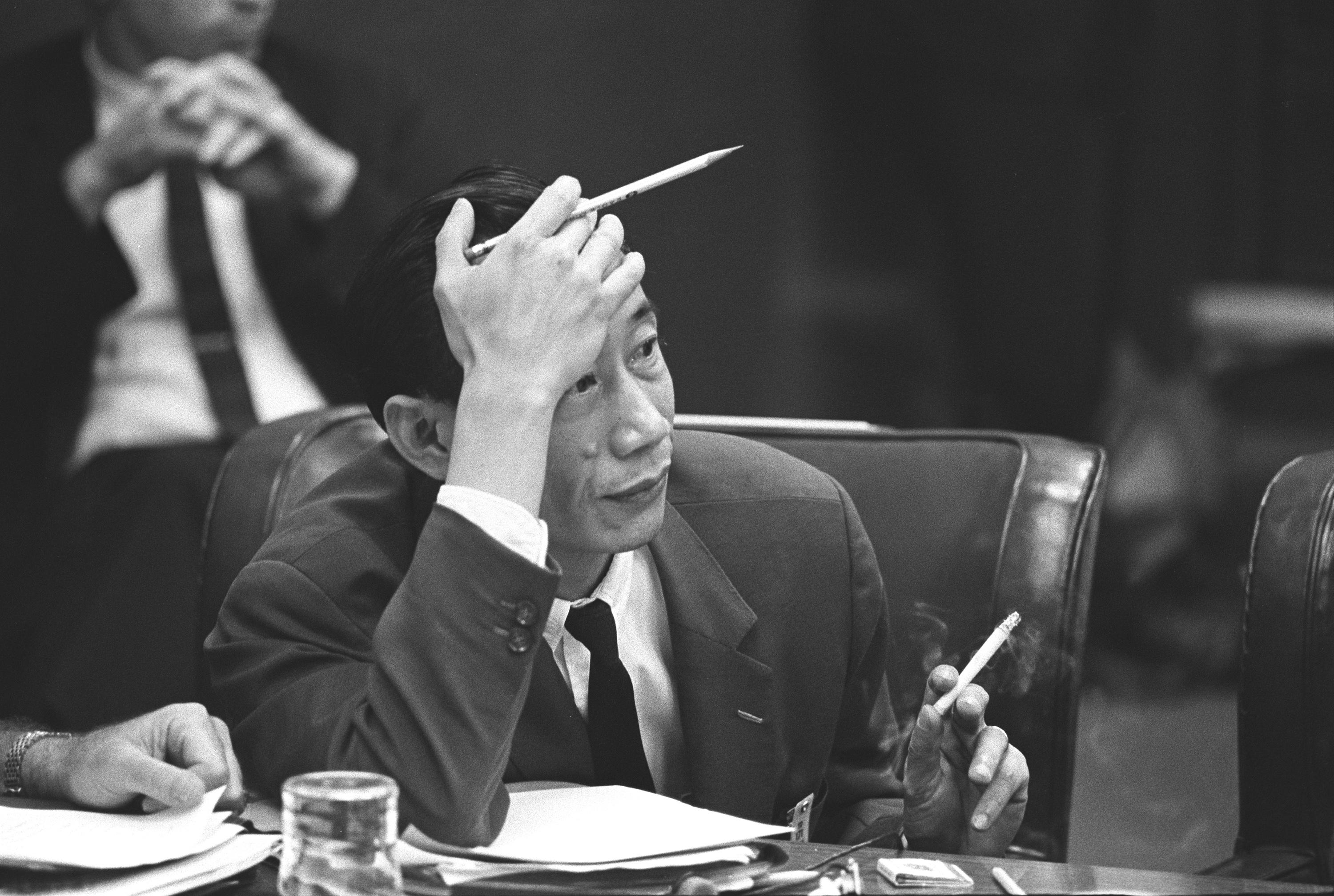
1966年武文泰出席1966年檀香山宣言

1954年日內瓦會議後，武文泰加入了越南國（越南共和國前身）政府，先後擔任同甘水壩重建規劃局局長、外援管理人員和預算及外援局局長。1961年武文泰與吳廷琰爆發了衝突，從越南政府中辭職，轉而前往聯合國秘書處，先擔任財政和金融部門的顧問，後任多哥政府顧問。
吳廷琰被政變推翻後，武文泰回到越南並被任命爲駐美國大使，但是他在阮慶發動軍事政變後拒絕了這一任命，回到了聯合國秘書處，並被任命爲聯合國經濟和社會事務部跨區域經濟顧問。
1965年武文泰出任第3任越南共和國駐美國大使，於1965年12月16日向美國總統林登·约翰逊遞交國書。1966年12月，武文泰的駐美大使一職被替換。
1994年4月19日，武文泰在法國瓦爾省聖特羅佩逝世。

## 家庭
武文泰的妻子西蒙娜·加鲁特（Simone Garoute）是法國人，兩人育有三個女兒。

## 外部鏈接
- Operation Tender Tiger （页面存档备份，存于）
- Vu Van Thai Hails Saigon Democracy （页面存档备份，存于）
- Letter From Vu Van Thai to the Under Secretary of State for Political Affairs (Harriman) （页面存档备份，存于）
- Ellsberg Indicted Again in Pentagon Case （页面存档备份，存于）
- U.S. Support of Diem: Comments by Vu Van Thai （页面存档备份，存于）

| 外交職務      | 外交職務                                         | 外交職務    |
| ------------- | ------------------------------------------------ | ----------- |
| 前任： 陳善謙 | 第3任越南共和國駐美國大使 1965年12月－1966年12月 | 繼任： 裴豔 |